# Vente notariale
Une vente notariale est, en France, la vente aux enchères d'un bien immobilier organisée à la demande du propriétaire par le notaire dont la fonction initiale est de rédiger l'acte de vente.

## Définition
Les ventes notariales sont des ventes dites volontaires, et non des ventes judiciaires organisées sous la contrainte, à la suite d'une saisie. Cependant, un notaire peut être saisi par un juge pour mener à bien une adjudication, comme dans le cas d'une liquidation de communauté. La vente aux enchères est alors dite ordonnée, et en ce sens, elle devient donc une vente aux enchères judiciaire.
Les propriétaires qui font appel à leur notaire pour leur trouver un acheteur sont souvent des héritiers, dans le cadre du règlement d'une succession. Mais les ventes aux enchères notariales intéressent également et de plus en plus les communes, les grandes associations, l'État… qui trouvent dans ce système de vente une totale transparence tout en se garantissant le meilleur prix.
Ces ventes se déroulent généralement au sein de la chambre des notaires, il y en a une par préfecture mais également en mairie, voire parfois dans les biens immobiliers eux-mêmes. 
Les ventes notariales sont affichées à la chambre notariale et les notaires ont également recours au journal d'annonces légales pour annoncer les ventes, mais ce n'est pas une obligation.